# Soft tenis en los Juegos Asiáticos de 2006
El torneo de soft tenis en los Juegos Asiáticos de Doha 2006 se realizó del 2 al 8 de diciembre de 2006. 
Las competiciones se llevaron a cabo en el Complejo Tenístico Internacional Khalifa. En total se compitió en 7 eventos.

## Resultados
| Evento                     | Oro                                    | Plata                                         | Bronce                                       |
| -------------------------- | -------------------------------------- | --------------------------------------------- | -------------------------------------------- |
| Masculino ind (06.12)      | Chun Yen Wang Taiwán                   | Hidenori Shinohara Japón                      | Teak Ho Nam Corea del Sur                    |
| Masculino doble (08.12)    | Chia Hung Li / Sheng Fa Yang Taiwán    | Jae Bok Kim / Young Dong You Corea del Sur    | Shigeo Nakahori / Tsuneo Takagawa Japón      |
| Masculino por eqs. (03.12) | Japón                                  | Taiwán                                        | Corea del Sur                                |
| Femenino ind. (06.12)      | Wan Chi Chiang Taiwán                  | Ting Jiang China                              | Miwa Tsuji Japón                             |
| Femenino doble (08.12)     | Harumi Gyokusen / Ayumi Ueshima Japón  | Hiromi Hamanaka / Miwa Tsuji Japón            | Kyung Ryun Kim / Kyung Pyo Lee Corea del Sur |
| Femenino por eqs. (03.12)  | Corea del Sur                          | Japón                                         | Taiwán                                       |
| Mixto (04.12)              | Ji Eun Kim / Hyu Hwan We Corea del Sur | Kyung Ryun Kim / Young Dong You Corea del Sur | Harumi Gyokusen / Tsuneo Takagawa Japón      |

- Datos: Q6131188